# Lindeballe Sogn
Lindeballe Sogn er et sogn i Grene Provsti (Ribe Stift).
Gadbjerg-Lindeballe pastorat var i 1684-1866 annekser til Ringive Sogn, hvorefter Lindeballe Sogn blev anneks til Gadbjerg Sogn. Begge sogne hørte til Tørrild Herred i Vejle Amt. Gadbjerg-Lindeballe var én sognekommune, men den blev senere delt i to. Ved kommunalreformen i 1970 blev både Gadbjerg og Lindeballe indlemmet i Give Kommune, der ved strukturreformen i 2007 indgik i Vejle Kommune.
I Lindeballe Sogn ligger Lindeballe Kirke.
I sognet findes følgende autoriserede stednavne:
- Amlund (bebyggelse)
- Bindesbøl (bebyggelse, ejerlav)
- Brændgårde (bebyggelse)
- Godrum (bebyggelse)
- Grønbjerg (bebyggelse)
- Gødsbøl (bebyggelse, ejerlav)
- Gødsbøl Mark (bebyggelse)
- Lindeballe (bebyggelse, ejerlav)
- Nørskov (bebyggelse, ejerlav)
- Vester Åst (bebyggelse, ejerlav)
- Øster Åst (bebyggelse, ejerlav)